# Zalužnje
Zalužnje (cyr. Залужње) – wieś w Serbii, w okręgu jablanickim, w mieście Leskovac. W 2011 roku liczyła 422 mieszkańców.